# Пальмас
Мыс Пальмас (англ. Cape Palmas) — мыс на юго-востоке побережья Либерии, близ границы с Кот-д’Ивуаром. Является западной границей Гвинейского залива и южной границей Перцового Берега. Представляет собой небольшой скалистый полуостров, соединяющийся с континентом песчаными перешейками. Поблизости впадают в океан реки Хоффман и Кавалли.
Мыс был открыт в 1458 году португальской экспедицией Диогу Гомиша, одного из капитанов Энрике Мореплавателя. Португальцы дали ему название «Cabo das Palmas» (то есть «Мыс пальм») поскольку поблизости в изобилии росли эти деревья.